# Le Pra della Valle à Padoue
Le Pra della Valle à Padoue (en italien, Il Prà della Valle in Padova) est une peinture à l'huile sur toile réalisée vers 1741-1746 par le peintre vénitien Canaletto. Elle représente la place du Prato della Valle à Padoue sous la forme d'une veduta, une peinture très détaillée d'un paysage urbain. Elle appartenait à la collection du noble milanais Gian Giacomo Poldi Pezzoli et de là, est passée à son propriétaire actuel, le musée Poldi-Pezzoli de Milan.

## Histoire
La première description écrite de l'œuvre a été faite par Emmanuele Antonio Cicogna, qui l'a mentionnée comme faisant partie de la collection de Giuseppe Pasquali à Venise. La Bibliothèque royale du château de Windsor abrite une eau-forte du même sujet qui est l'une des 31 œuvres d'après Canaletto de la collection de Joseph Smith, britannique résidant à Venise, et deux dessins préparatoires aux peintures. D'autres versions également attribuées à Canaletto subsistent dans des collections privées et une autre attribuée à son élève Francesco Guardi se trouve aujourd'hui au Musée des Beaux-Arts de Dijon.
L'œuvre a été initialement attribuée à Bernardo Bellotto par le peintre Giuseppe Bertini du musée Poldi-Pezzoli dans son catalogue de 1881 de la collection, mais les historiens de l'art moderne la considèrent comme suffisamment similaire aux œuvres de Canaletto des années 1740 pour lui faire une attribution sûre.